# LEW EL 8
Die Baureihe EL 8 des LEW Hennigsdorf bezeichnet eine Akkumulatorlokomotive, die von 1953 bis 1973 in 389 Exemplaren gebaut wurde. Von den 254 exportierten Lokomotiven wurden 148 Stück nach Polen, 68 Stück nach China, 32 Stück nach Bulgarien, 4 Stück nach Ungarn und 2 Stück in die Tschechoslowakei geliefert.

## Entwicklung
Diese Grubenlokomotive wurden von 1949 bis 1973 in verschiedenen Varianten gebaut. Sie ist, abgesehen von den zwei gebauten LEW EL 7, die größte Akkulok aus DDR-Produktion. Für die Zeit von 1948 bis August 1949 fehlt der Nachweis über die gebaute Stückzahl. 1966 wurden sechs EL 8/01 und 26 EL 8/02 gebaut. Für den Steinkohlenbergbau gab es auch eine schlagwettergeschützte Variante.

## Konstruktive Merkmale

### Mechanik

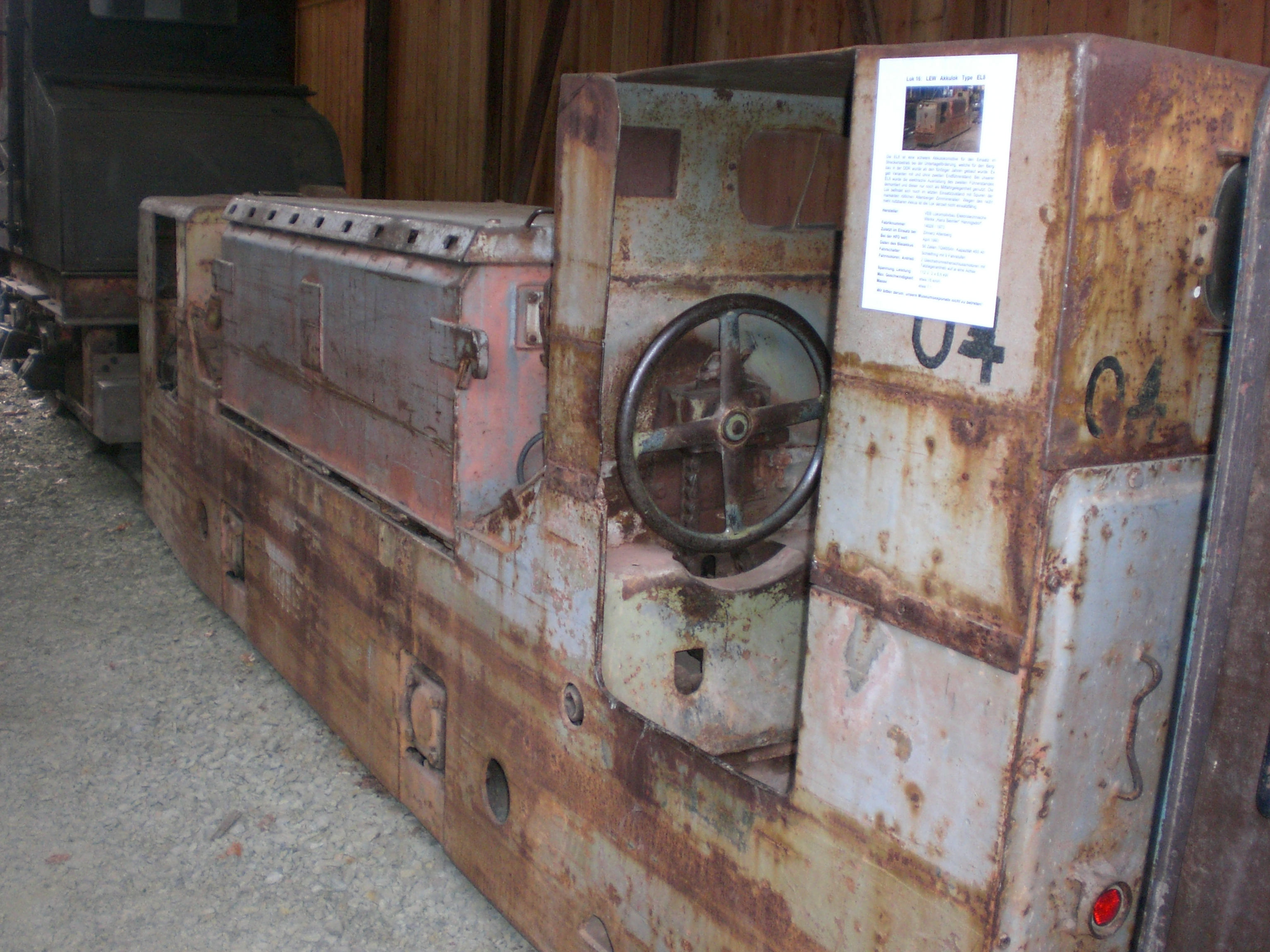
Handspindelbremse

Die Lokomotive besitzt als tragende Konstruktion einen Außenrahmen und einen Endführerstand. Der Rahmen war geschweißt, eine Handspindelbremse dient als Feststellbremse. Neben der Version mit einem Endführerstand wurde die Lok auch mit zwei Endführerständen gebaut. Eine weitere Version hat anstelle des zweiten Endführerstandes eine Mitfahrgelegenheit (s. Bild).

### Elektrik
Die Batteriespannung beträgt 112 V bei einer Kapazität von 455 Ah. Jede Achse wird von einem Tatzlagerfahrmotor angetrieben. Mit dem Nockenfahrschalter können die neun Fahrstufen ausgewählt werden. Die beiden Fahrmotoren können parallel oder in Reihe an die Akkumulatoren angeschaltet werden, was die Grundfahrstufen ergibt, weitere Zwischenfahrstufen sind mittels Feldschwächung einstellbar.